# Alfons Schöpflin
Alfons Schöpflin (* 19. November 1898 in Burgstädt; † 13. Mai 1970 in Berlin) war ein deutscher Journalist und SPD-Politiker.

## Leben
Schöpflin war ein Sohn des sächsischen Reichstagsabgeordneten Georg Schöpflin (1869–1954). Er lernte Former und Eisengießer. Im Ersten Weltkrieg wurde er Soldat und schwer verwundet. In der Weimarer Republik war er bei mehreren sozialdemokratischen Zeitungen als Journalist tätig, unter anderem auch beim Spandauer Volksblatt. Mit der Machtergreifung der Nationalsozialisten wurde er zunächst in Schutzhaft genommen, später arbeitete er als Handelsvertreter und Angestellter der Stadt Berlin.
Nach dem Zweiten Weltkrieg wurde Schöpflin Verkehrsdezernent beim Magistrat von Berlin und als Prokurist Mitlizenzträger der Zeitung Der Sozialdemokrat. Gleichzeitig gehörte er zu den Mitbegründern des Deutschen Journalisten-Verbands Berlin. Von 1952 bis 1961 war er Chefredakteur des Spandauer Volksblatts. In diesen Eigenschaften sorgte er unter anderem für die Herausgabe des Spandauer Heim-Kalenders in mehreren Jahren.
Von 1946 bis 1948 war Schöpflin Mitglied der Stadtverordnetenversammlung von Groß-Berlin, gleichzeitig war er Vorsitzender der SPD im Bezirk Neukölln. Außerdem saß Schöpflin im Aufsichtsrat des SPD-Immobilienunternehmens Konzentration GmbH.

## Veröffentlichungen
- Spandauer Heim-Kalender 1955, 1956, 1957, 1960
- Spandauer Heim-Kalender 1961 im Erich Leszinsky Verlag, 1960